# Złoto dla zuchwałych
Złoto dla zuchwałych – amerykańsko-jugosłowiańska komedia wojenna z 1970 roku w reżyserii Briana G. Huttona.

## Fabuła
Francja, rok 1944. Szeregowiec Kelly, zdegradowany ze stopnia porucznika, bierze do niewoli niemieckiego oficera. Jak się potem okazuje, jest to pułkownik wywiadu. Przy sobie ma sztabkę złota i listy przewozowe. Upijając go, Kelly dowiaduje się, że za linią frontu w banku znajduje się kilkanaście tysięcy takich sztabek. Po przeliczeniu zawartość skarbca wynosi 16 mln dolarów. Zbiera oddział żołnierzy, którzy ruszają za nim. 

## Obsada
- Clint Eastwood – szeregowiec Kelly
- Telly Savalas – sierżant „Duży Joe”[1][2][3][4][5]/„Wielki Joe”[6]
- Don Rickles – sierżant „Hazardzista”
- Carroll O’Connor – generał Colt
- Donald Sutherland – sierżant „Szajbus”[3]/„Świrus”[4][7][5] (ang. Oddball[1][2][6])
- Gavin MacLeod – Moriarty
- Hal Buckley – kapitan Maitland
- Stuart Margolin – szeregowiec „Mały Joe”
- Jeff Morris – szeregowiec „Kowboj”
- Richard Davalos – szeregowiec Gutowski
- Perry Lopez – szeregowiec Petuko
- Tom Troupe – kapral Job
- Harry Dean Stanton – szeregowiec Willard
- Dick Balduzzi – szeregowiec Fisher
- Gene Collins – szeregowiec Babra
- David Hurst – pułkownik Dunkhepf
- Fred Pearlman – szeregowiec Mitchell
- Michael Clark – szeregowiec Grace
- George Fargo – szeregowiec Penn
- Dee Pollock – szeregowiec Jonesey
- Karl-Otto Alberty – sierżant SS, dowódca czołgu

## Produkcja
Większość zdjęć kręcono w chorwackiej miejscowości Vižinada (żupania istryjska).